# José Maria García Lafuente
José María García Lafuente, més conegut com a José Mari (Lardero, 10 de febrer de 1971) és un exfutbolista riojà, que jugava com a migcampista.

## Trajectòria
Format al planter del CA Osasuna, debuta en Primera amb els navarresos a la campanya 90/91, tot i que només apareix en tres partits. Dos anys després es consolida al primer equip de l'Osasuna, tot jugant una vintena de partits. A mitjans de la temporada 94/95, amb el seu equip a Segona Divisió, fitxa pel FC Barcelona.
Al Barça només juga 12 partits, i a l'any següent recala al Reial Betis. L'estiu de 1996 deixa el conjunt andalús i fitxa per l'Athletic Club. Jose Mari roman quatre temporades al conjunt basc, tot i que la seua aportació va de més a menys.
La temporada 00/01 marxa al CD Leganés, de Segona, i a la campanya següent, al Burgos CF de la mateixa categoria. Finalment, la 02/03 la juga amb el Reus Deportiu, de Segona B, retirant-se al final d'eixa campanya.